# Municipio de Tolimán (Querétaro)
El Municipio de Tolimán es uno de los 18 municipios en que se encuentra dividido el estado mexicano de Querétaro, hacia el centro-oeste del estado, su cabecera es la ciudad de Tolimán.

## Geografía
Tolimán se encuentra en la zona centro-oeste del estado de Querétaro, sus altitudes fluctúan entre los 1,350 y los 2,740 metros sobre el nivel del mar, tiene una extensión territorial total de 524.7 kilómetros cuadrados que representan el 6 % de la extensión del estado, siendo el sexto municipio más extenso y sus límites geográficos son al norte con el municipio de Peñamiller, al este con el municipio de Cadereyta de Montes, al sur con el municipio de Ezequiel Montes y al suroeste con el municipio de Colón; al noroeste limita con el estado de Guanajuato, en particular con el municipio de Tierra Blanca.

### Orografía e hidrografía
El municipio es muy montañoso por encontrarse surcado por la Sierra Gorda, esto dificulta el uso del suelo para la agricultura, que se concentra en las riveras de los ríos y arroyos, mientras que la principal actividad económica se ha centrado históricamente en la minería en las montañas, en Tolimán se encuentra el Cerro El Frontón que se eleva a 2,500 metros ocupando el número 14 entre las altitud de Querétaro.
La principal corriente del municipio lo recorre en sentido suroeste-noreste a lo largo de todo el territorio y al que se unen las corrientes menores que descienden desde las montañas, este río se une al Río Extoraz que recorre el norte del municipio marcando su límite con el de Peñamiller y que es a su vez afluente del río Moctezuma; todo el territorio a excepción de un pequeño sector del extremo suroeste pertenece a la Cuenca del río Moctezuma y la Región hidrológica Pánuco, el pequeño sector del suroeste es parte de la Cuenca del río Laja de la Región hidrológica Lerma-Santiago.

### Clima y ecosistemas
En Tolimán se registran tres tipos diferentes de climas, la zona del norte tiene un clima Semiseco semicálido, un sector que va desde el sureste hasta el noreste registra clima Seco semicálido, el resto del territorio que conforma su zona oeste y el extremo este en los límites con Cadereyta de Montes tienen clima Semiseco templado; el promedio de temperatura anual también se divide por tres zonas, todo el norte y una franja que recorre el centro y suroeste tiene un promedio entre 18 y 20 °C, el extremo oeste registra de 14 a 16 °C y el resto del territorio rodeando estas dos zonas tiene un promedio de 16 a 18 °C; la precipitación promedio anual en la zona más occidental del territorio es de 600 a 700 mm, le sigue una zona hacia el este en que la media se encuentra entre 500 y 600 mm y en todo el restante territorio municipal es inferior a los 500 mm.
La gran mayoría del territorio del municipio se encuentra cubierto por matorral en los que abundan nopales, garambullos, biznagas, pitayos y órganos, así como maguey, lechugilla, sávila y huizache, el extremo oeste del territorio está cubierto por bosque templado, además hacia el centro del municipio se localiza una pequeña zona dedica a la agricultura y en el sur otra zona en donde se encuentra pastizal; las principales especies animales que habitan son venado, coyote, armadillo, liebre, conejo, ardilla, tejón y zorrillo, aves como el gavilán, cuervo y zopilote, además de repiles varios, como serpientes.

## Demografía
Tolimán tiene una población total de 29,916 habitantes de acuerdo con los resultados del Conteo de Población y Vivienda de 2020 realizado por el Instituto Nacional de Estadística y Geografía, de este total de habitantes 14,528 son hombres y 15,717 son mujeres; el porcentaje de población de sexo masculino es por tanto del 48.1 %, la tasa de crecimiento anual de 2000 a 2005 es de 2.1 %, el 36.3 % de los habitantes son menores de 15 años y el 57.0 % se encuentra entre esta edad y los 64 años, el 35.8 % de los pobladores viven en localidades que concentran a más de 2,500 habitantes y son consideradas por tanto urbanas, y el 24.7 % de la población mayor de 5 años de edad es hablante de alguna lengua indígena, por lo que es el municipio que mayor concentración de población indígena tiene en el estado de Querétaro.

### Grupos étnicos
En Tolimán se localiza la más grande concentración de población indígena del estado de Querétaro, siendo su gran mayoría de etnia otomí, las principales comunidades otomíes del municipio son San Miguel, Barrio de Casas Viejas, El Molino, Casa Blanca y Bomintzá; se encuentran mayormente integrados en la vida pública, aunque siguen conservando en buena medida sus costumbres y sus tradiciones, entre ellas su lenguaje, que es la lengua indígena más hablada.
De acuerdo con los resultados del Conteo de 2005, en Tolimán se encuentra un total de 5,163 personas mayores de 5 años de edad que hablan una lengua indígena, siendo estas 2,454 hombres y 2,709 mujeres; 4,921 de esos hablantes son bilingües al español, mientras que 136 son monolingües y 106 no especifican esa condición. El idioma hablando mayoritariamente es el otomí con 5,115 hablantes, las restantes lenguas tienen una muy baja presencia, existiendo 3 hablantes de náhuatl, 2 de huasteco, 1 de mazahua y 1 de purépecha, sin embargo existen 41 hablantes de lengua indígena que no especifican cual es su lengua materna.

### Localidades
Tolimán tiene un total de 109 localidades, las principales y el número de habitantes en 2005 son las siguientes:
| Localidad             | Población |
| Total Municipio       | 23,963    |
| San Pablo Tolimán     | 3,401     |
| Tolimán               | 2,688     |
| San Antonio de la Cal | 2,500     |
| San Miguel            | 779       |

## Turismo

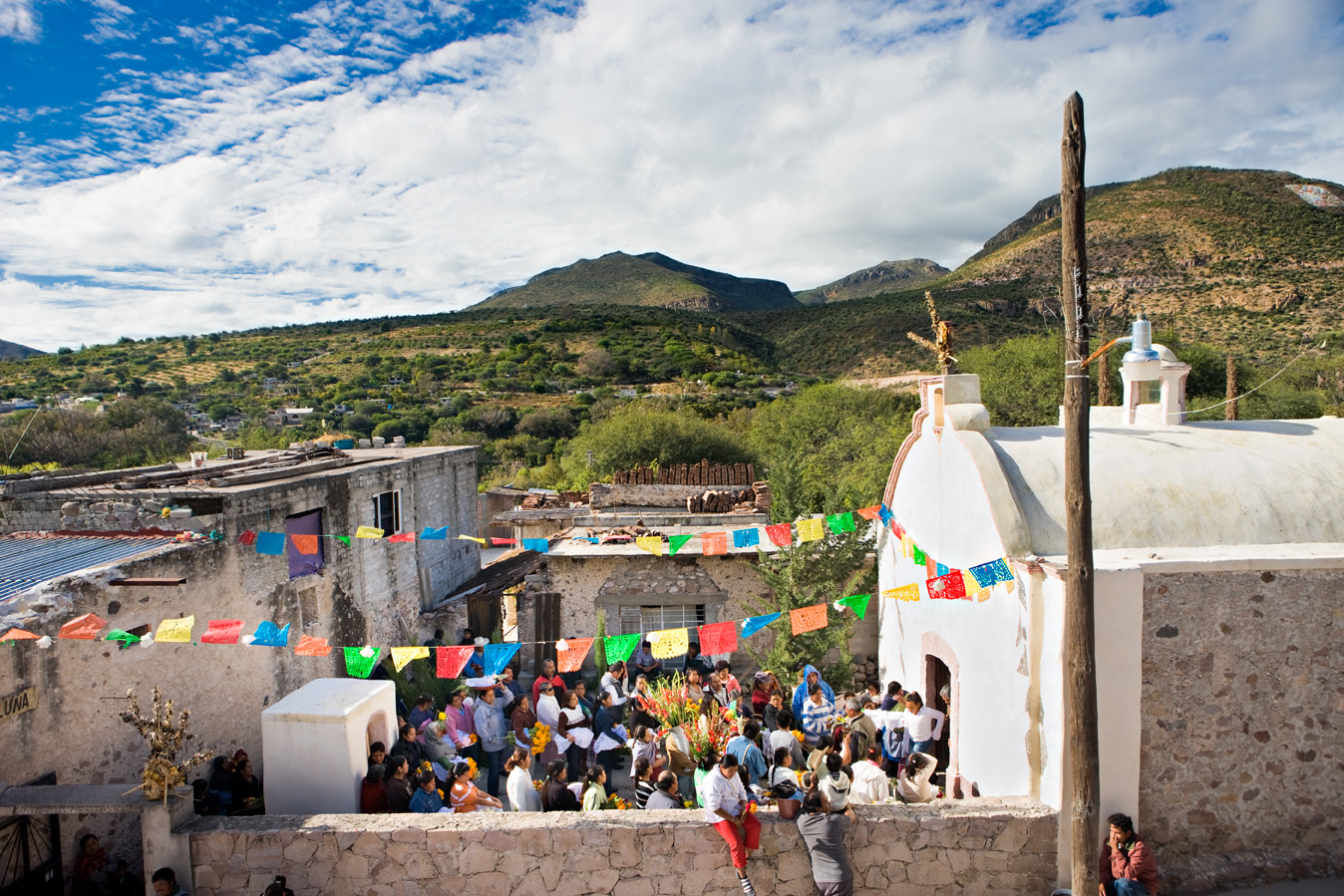
Festividades en Tolimán

Tolimán se encuentra en el semidesierto queretano, el cual ha  sido de suma importancia para los pueblos indígenas de la región, principalmente para el otomí- chichimeca. Para conocer más acerca de este pueblo se pueden visitar las  capillas oratorias otomíes que datan de los siglos XVIII y XIX. Lo característico de estos centros religiosos es que tienen plasmadas en sus paredes los acontecimientos más importantes de los miembros de cada familia. Las capillas  son centros espirituales de las familias indígenas de la zona que junto con todos los lugares de memoria y tradiciones vivas de los otomí- chichimeca fueron  declarados Patrimonio Inmaterial de la Humanidad por la UNESCO. 
Para conocer más de acerca de las creencias religiosas que fueron resultado de la unión de las creencias católicas de los españoles y las de los indígenas se pueden visitar los distintos templos a lo largo del Municipio. Tales como el de San Pedro, el de San Pablo, y la Capilla de San Miguel. En esta última se lleva a cabo la festividad más importante de Tolimán por el día de San Miguel Arcángel. Las celebraciones comienzan desde julio; se realizan danzas y rezos  y cada 27 de septiembre, se hace el levantamiento de El Chimal, estructura de más de 20 metros de altura confeccionada con cucharilla, y decorado con flores, y alimentos. Esta celebración es de origen otomí y forma parte del Patrimonio Cultural Inmaterial. 

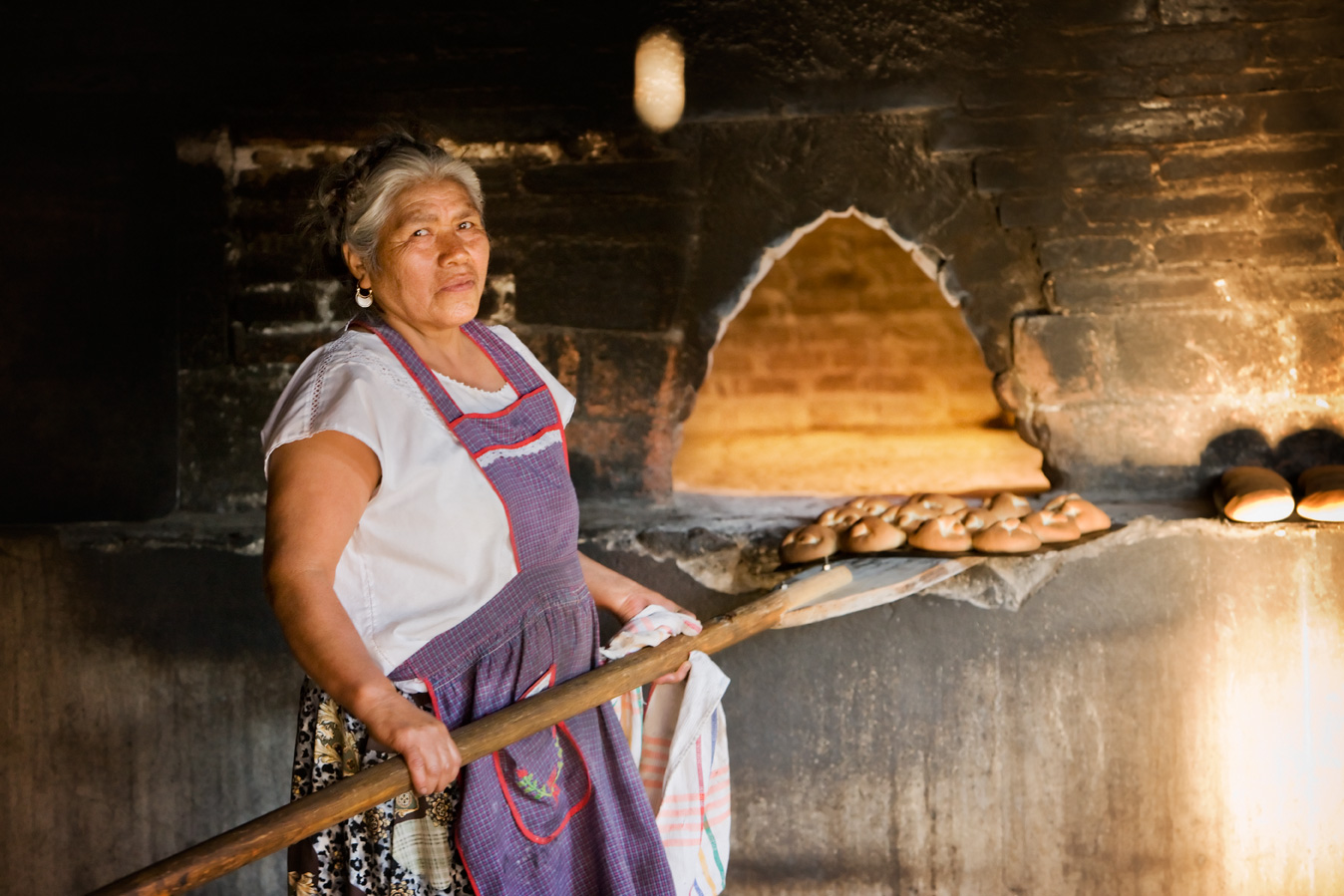
Pan de Pulque en Tolimán

En la cabecera municipal se encuentran monumentos y edificios coloniales como el Reloj Público y la Fuente Castalia que son resultado de la historia y cultura del municipio de Tolimán.  Así mismo, en el Pueblito, Chalma, San Antonio y Bomintzá se encuentran otros sitios religiosos que pueden ser visitados. 
Una de las zonas naturales más importantes de Tolimán es el Derramadero, que se encuentra en la comunidad que lleva el mismo nombre. Es una zona donde se puede acampar y practicar ecoturismo; cuenta con vegetación de encino y piñón.
La gastronomía de Tolimán se manifiesta en tus festividades en las que se acostumbra a ofrecer los distintos platillos típicos a los asistentes. Algunos de estos platillos son los garbanzos, mole de guajolote, pollo en mixiote con hoja de aguacate, dulces de biznaga, chocolate y pan de pulque.

## Política
El gobierno del municipio de Tolimán es encabezado por el ayuntamiento, conformado por el presidente municipal y el cabildo integrado por 9 regidores, seis de mayoría de relativa, dos de los cuales ejercen las funciones de sindico y tres de representación proporcional, todos son electos por voto universal, directo y secreto por un periodo de tres años no reelegible para el periodo inmediato pero si de manera no consecutiva, entrando a ejercer su cargo el día 1 de octubre del año de su elección.
Su primer presidente municipal fue Don Francisco Feregrino Gutiérrez habiendo tomado posesión del cargo el día 16 de septiembre de 1919.
El 1 de julio de 2018, con una votación histórica, Guadalupe Alcántara De Santiago obtuvo el triunfo, dejando en segundo lugar a Martín Jiménez Ramos, en 3.er lugar a Magdaleno Muñoz González y, en 4.º, a Israel Guerrero Bocanegra. El 1 de octubre, Lupita Alcántara tomó protesta como presidenta municipal, y se convirtió en la primera mujer en gobernar Tolimán.

### Subdivisión administrativa
Para su régimen interno, el municipio de Tolimán se divide en tres delegaciones municipales, que son San Antonio de la Cal, San Pablo Tolimán y San Miguel, estas tres delegaciones se dividen a su vez en otras 47 subdelegaciones. Su proceso de elección es por medio de consulta popular, siendo propuestas tres personas para el cargo y luego votadas por la población y ratificadas por el Ayuntamiento, durando en su encargo tres años.

### Representación legislativa
Para la elección de los Diputados locales al Congreso de Querétaro y de los Diputados federales a la Cámara de Diputados, Tolimán se encuentra integrado en los siguientes distritos electorales:
Local:
- XIII Distrito Electoral Local de Querétaro.

Federal:
- Distrito electoral federal 1 de Querétaro con cabecera en la ciudad de Cadereyta.[15]